# Victor Wegnez
Victor Wegnez (Bruxelas, 25 de dezembro de 1995) é um jogador de hóquei sobre a grama belga, campeão olímpico.

## Carreira
Wegnez integrou a Seleção Belga de Hóquei sobre a grama masculino nos Jogos Olímpicos de Verão de 2020 em Tóquio, quando conquistou a medalha de ouro após derrotar a equipe australiana por 3–2 nas penalidades.